# Agromyza drepanura
Agromyza drepanura este o specie de muște din genul Agromyza, familia Agromyzidae, descrisă de Erich Martin Hering în anul 1930. Conform Catalogue of Life specia Agromyza drepanura nu are subspecii cunoscute.